# Mike Awesome
Pour les articles homonymes, voir Alfonso.
Michael Lee Alfonso (né le 24 janvier 1965 à Tampa en Floride et mort dans la même ville le 17 février 2007), est un catcheur (lutteur professionnel) américain connu sous le nom de Mike Awesome.
Il s'entraîne auprès de Steve Keirn commence sa carrière au Japon à la Frontier Martial-Arts Wrestling sous le nom de The Gladiator. Il apparait aussi à l'Extreme Championship Wrestling (ECW) où il devient champion du monde poids lourd de l'ECW à deux reprises ainsi que champion du monde par équipes de l'ECW avec Raven.
Il quitte l'ECW en 2000 pour rejoindre la World Championship Wrestling alors qu'il est encore champion du monde poids lourd de l'ECW.
En 2001, la World Wrestling Federation rachète la WCW et l'engage. Il y reste le temps de la storyline de The Invasion qui voit s'affronter les catcheurs de la WWF à l'Alliance des catcheurs de la WCW et de l'ECW.
Après son départ de la WWE en septembre 2002, il lutte au Japon à la All Japan Pro Wrestling puis à la Pro Wrestling Noah avant d'arrêter sa carrière en 2005.
Il se reconvertit dans l'immobilier en Floride et se suicide par pendaison le 17 février 2007.

## Jeunesse
Alfonso grandit à Tampa et est un fan de catch. Sa tante est mariée à un des frères de Terry Bollea, aussi connu sous le nom d'Hulk Hogan. Il fait partie de l'équipe de football américain de son lycée et se fait exclure de l'équipe. Après le lycée, il étudie la comptabilité pendant trois ans à l'Hillsborough Community College (en).

## Carrière de catcheur

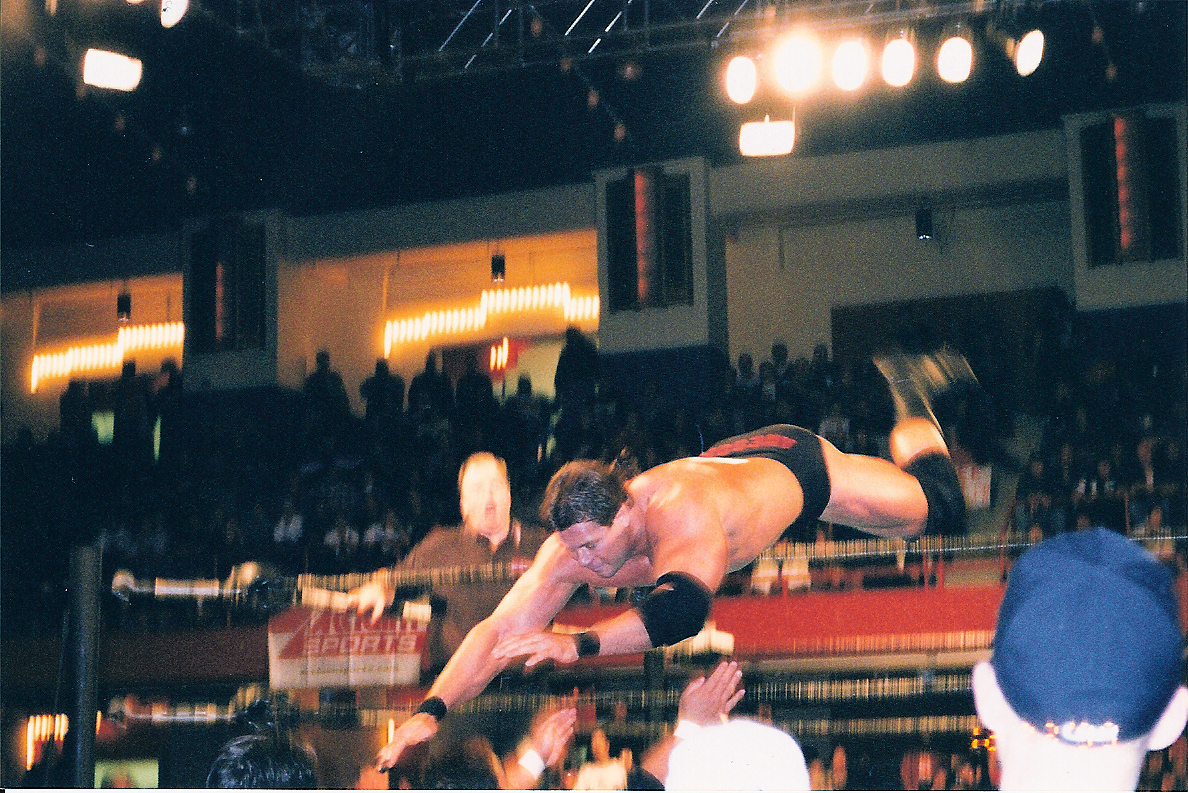
Mike Awesome lors d’un événement ECW au Westchester County Center.

### Entrainement et Frontier Martial-Arts Wrestling (1989–1998)
Alfonso s'entraîne pour devenir catcheur auprès de Steve Keirn et Jimmy Del Ray à Tampa,. Il commence sa carrière en Floride en 1989 puis part avec Keirn à Memphis. Là-bas, il a l'occasion d'affronter Jerry Lawler pour le titre de champion du monde poids lourd unifié de l'United States Wrestling Association.
En 1990, un agent lui propose d'aller au Japon travailler à la Frontier Martial-Arts Wrestling. Il part y travailler sous le nom de The Gladiator. Il fait équipe avec Mr. Pogo (en) avec qui il remporte le tournoi FMW Tag Team Tournament le 15 janvier 1991 après leur victoire face à Atsushi Onita (en) et Sambo Asako en finale. Il devient membre de différents clans, d'abord la Puerto Rican Army puis de la Team Canada.
En janvier 1994, il fait équipe avec Big Titan durant le tournoi désignant les nouveaux champions du monde par équipes Brass Knuckles de la FMW qu'ils remportent après leur victoire face à Atsushi Onita et Katsutoshi Niiyama en finale le 18 janvier. Ils gardent ce titre jusqu'au 21 avril et leur défaite face à Mr Pogo et Hisakatsu Oya.
Il commence à être mis en valeur en 1995 en remportant le championnat du monde Brass Knuckles de la FMW face à Hayabusa le 26 septembre,. Malheureusement, il se blesse et rend ce titre en décembre.
Une fois remis de sa blessure en mai 1996, il est à nouveau champion du monde Brass Knuckles de la FMW après sa victoire face à Super Leather (en) le 27 mai,. Il unifie ce titre avec le championnat du monde poids lourd indépendant le 11 décembre en battant W*ING Kanemura (en).

### Extreme Championship Wrestling (1993-2000)
Awesome apparaît pour la première fois à l'Extreme Championship Wrestling le 26 décembre 1993 au cours de Holliday Hell où il bat Randy Starr.

### World Wrestling Federation / Entertainment (2001–2002)
Il a détenu le Harcore Championship mais le perd lors d'un épisode de WWE SmackDown contre Jeff Hardy. Awesome Mike et Lance Storm perdent contre Edge et Christian au WWF Invasion.
Awesome a finalement été libéré le 27 septembre 2002.

## Palmarès
- Extreme Championship Wrestling (ECW)
  - 2 fois champion du monde poids lourd de l'ECW[14]
  - 1 fois champion du monde par équipes de l'ECW avec Raven[15]

- Frontier Martial-Arts Wrestling (FMW)
  - 1 fois champion du monde poids lourd indépendant[16]
  - 2 fois champion du monde Brass Knuckles de la FMW[17]
  - 2 fois champion du monde Brass Knuckles avec Big Titan puis Mr. Pogo (en)[18]
  - 1 fois champion du monde par équipes de trois de combats de rue de la FMW avec Mr. Gannosuke (en) et Hisikatsu Ooya[19]

- Major League Wrestling (MLW)
  - 1 fois champion du monde poids lourd de la MLW[20]

- World Wrestling Federation (WWF)
  - 1 fois champion hardcore de la WWF[21]

## Récompenses des magazines
- Pro Wrestling Illustrated

| Année | 1993 | 1994       | 1995 | 1996 à 1999 | 2000 | 2001 |
| ----- | ---- | ---------- | ---- | ----------- | ---- | ---- |
| Rang  | 398  | Non classé | 418  | Non classé  | 7    | 28   |

- Wrestling Observer Newsletter
  - Pire gimmick de l'année 2000[23]